# 小島勝平
小島 勝平（こじま かつへい、1936年〈昭和11年〉1月28日 - 2007年〈平成19年〉4月24日）は、日本の実業家。小島電気商会（後の株式会社小島電機、現在の株式会社コジマ）創業者で、代表取締役社長、代表取締役会長を歴任した。

## 略歴
- 1936年（昭和11年） - 栃木県宇都宮市に生まれる
- 1954年（昭和29年） - 栃木県立宇都宮商業高等学校を卒業
- 1955年（昭和30年） - 栃木県宇都宮市に小島電気商会を創業
- 1963年（昭和38年） - 株式会社小島電機設立
- 1972年（昭和47年） - 多店舗化
- 1984年（昭和59年） - 県外初進出
- 1993年（平成05年） - 株式会社コジマに社名変更
- 1996年（平成08年） - 東京証券取引所第二部上場
- 1997年（平成09年） - 家電量販店売上高日本一を達成
- 2000年（平成010年） - パイオニアの関係者と接待ゴルフ中にパイオニア関係者が打ったゴルフボールが後頭部に直撃し後に後遺症として痴呆症となる。
- 2001年（平成13年） - 家電量販店初の売上高5,000億円超を達成
- 2002年（平成14年） - 代表取締役会長に就任し、後任の2代目代表取締役社長に小島章利が就任
- 2007年（平成19年） - 肺炎のため逝去[1]、71歳没

## 解説
1955年4月に栃木県宇都宮市で小島電気商会を創業、家電の安売り販売を開始。1963年より法人化して株式会社小島電機を設立。
小島電機は栃木県内で1972年から多店舗化へ展開、店舗網を拡充して大量販売。1984年から栃木県外に進出し多店舗展開、1985年までに中堅家電販売店へ成長。小島勝平は全国一の家電量販店激戦区北関東YKK で、群馬県のヤマダ電機（山田昇）、茨城県のケーズデンキ（加藤修一）、栃木のヌマニウ、第一家電と家電量販店の激しい価格競争、出店競争。
低価格路線を放棄したヤマダ電機の苦戦となり、対照的に「安値日本一への挑戦」を追求したコジマは1990年代を通じて売り上げを伸ばし、激しい競争の中で成長、1996年に東京証券取引所へ上場を果たす。
競争を繰り広げてきたコジマが、1㎡あたりの売上高が他社を圧倒し、全国一へ急成長、1997年にベスト電器を抜いて、家電量販店1位に躍進した。そして2001年に 家電量販店初の売上高5,000億円超を成し遂げた。